# Theridion zantholabio
Theridion zantholabio är en spindelart som beskrevs av Arthur Urquhart 1886. Theridion zantholabio ingår i släktet Theridion och familjen klotspindlar. Inga underarter finns listade i Catalogue of Life.